# Patrick Roy
Patrick Jacques Roy (Sainte-Foy, 5 ottobre 1965) è un allenatore di hockey su ghiaccio ed ex hockeista su ghiaccio canadese.
Ha vinto 4 Stanley Cup nella sua carriera, oltre ad essere l'unico giocatore nella storia ad aver vinto tre volte il Conn Smythe Trophy, assegnato al miglior giocatore dei playoff. È considerato uno dei migliori portieri nella storia dell'NHL, oltre ad essere uno dei maggiori rappresentanti dello stile "farfalla". Il 13 novembre 2006 è stato inserito nella Hockey Hall of Fame. È tutt'oggi secondo nella classifica dei portieri con più vittorie in NHL con 551 gare vinte.

## Carriera

### Montreal Canadiens
Roy ha iniziato la sua carriera nei Montréal Canadiens, da cui fu scelto al draft del 1984, nonostante fosse tifoso della squadra rivale, i Québec Nordiques. Debuttò in NHL il 23 febbraio 1985, sostituendo l'infortunato portiere Doug Sotaert; giocò per 20 minuti, senza subire gol e ottenendo così la sua prima vittoria. Fu così mandato agli Sherbrooke Canadiens in AHL, dove, nei playoff, divenne titolare, conducendo la squadra alla vittoria della Calder Cup. Nella stagione successiva divenne titolare dei Canadiens, portandoli a vincere la Stanley Cup, eliminando, in finale, i Calgary Flames, oltre a vincere il suo primo Conn Smythe Trophy e ad essere inserito nell'All-Rookie Team.
Nella stagione 1988-1989 la sua squadra perse la finale di playoff con i Calgary Flames, ma nonostante ciò, Roy riuscì a vincere il Vezina Trophy, il premio assegnato al miglior portiere della lega, che vinse anche l'anno successivo e nel 1992. Nel 1993 riportò la Stanley Cup a Montréal, superando i Los Angeles Kings per 4-1 nella serie finale. Nella stagione successiva, si fece notare per aver giocato la gara-4 del primo turno di playoff, vinta 5-2 con i Boston Bruins, nonostante avesse da poco avuto problemi per un'appendicite. I Canadiens furono comunque eliminati in quella serie.
Il 2 dicembre 1995, Roy subì tutti i gol della partita persa 11-1 dai Canadiens con i Detroit Red Wings, e i tifosi dei Canadiens cominciarono a fischiarlo. A seguito di questo, e di screzi con l'allenatore Mario Tremblay, Roy, assieme a Mike Keane fu ceduto ai Colorado Avalanche in cambio di Jocelyn Thibault, Martin Ručinský e Andrej Kovalenko. L'operazione fu nota con il termine francese "Le Trade".

### Colorado Avalanche

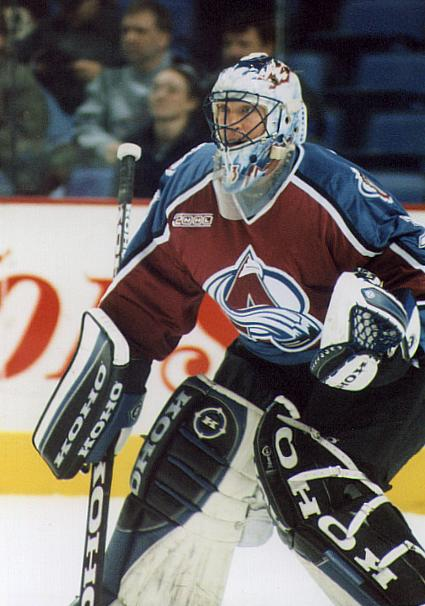
Roy con la maglia dei Colorado Avalanche

Esordì con la franchigia di Denver il 7 dicembre 1995 contro gli Edmonton Oilers. Con la squadra che un tempo erano stati i suoi amati Nordiques, Roy vinse subito la Stanley Cup, superando per 4-0 i Florida Panthers nella serie finale. Ne vinse un'altra nella stagione 2000-2001, stavolta, ad essere battuti, furono i New Jersey Devils, per 4-3 in serie. Nella stessa stagione vinse anche il Conn Smythe Trophy per la terza volta. Giocò con gli Avalanche fino al 2003, anno del suo ritiro. La sua ultima partita in carriera è stata la sconfitta in gara-7, agli overtime, dei quarti di finale dei playoff, contro i Minnesota Wild, avvenuta il 22 aprile 2003. Fino al 2009 era il portiere con più gare giocate (1029) e vittorie (551) in NHL, ma è stato superato, per entrambe le statistiche, da Martin Brodeur.
Sia i Canadiens che gli Avalanche hanno ritirato il numero 33 in suo onore.

### Carriera da allenatore
A seguito del ritiro, è diventato General Manager ed allenatore dei Quebec Remparts, squadra della QMJHL con cui vinse la Memorial Cup nel 2006. Il 23 maggio 2013 è stato nominato Head Coach dei Colorado Avalanche, in sostituzione di Joe Sacco; ricoprirà inoltre vari ruoli manageriali. Al suo primo anno ha vinto il titolo di Division e perso il primo round dei playoff contro i Minnesota Wild. Ha lasciato la squadra al termine della stagione 2015-2016.

## Palmarès

### Club
- Stanley Cup: 4

 Montreal Canadiens: 1986, 1993
 Colorado Avalanche: 1996, 2001
- Calder Cup: 1

 Sherbrooke Canadiens: 1984-85